# Classicismo di Weimar

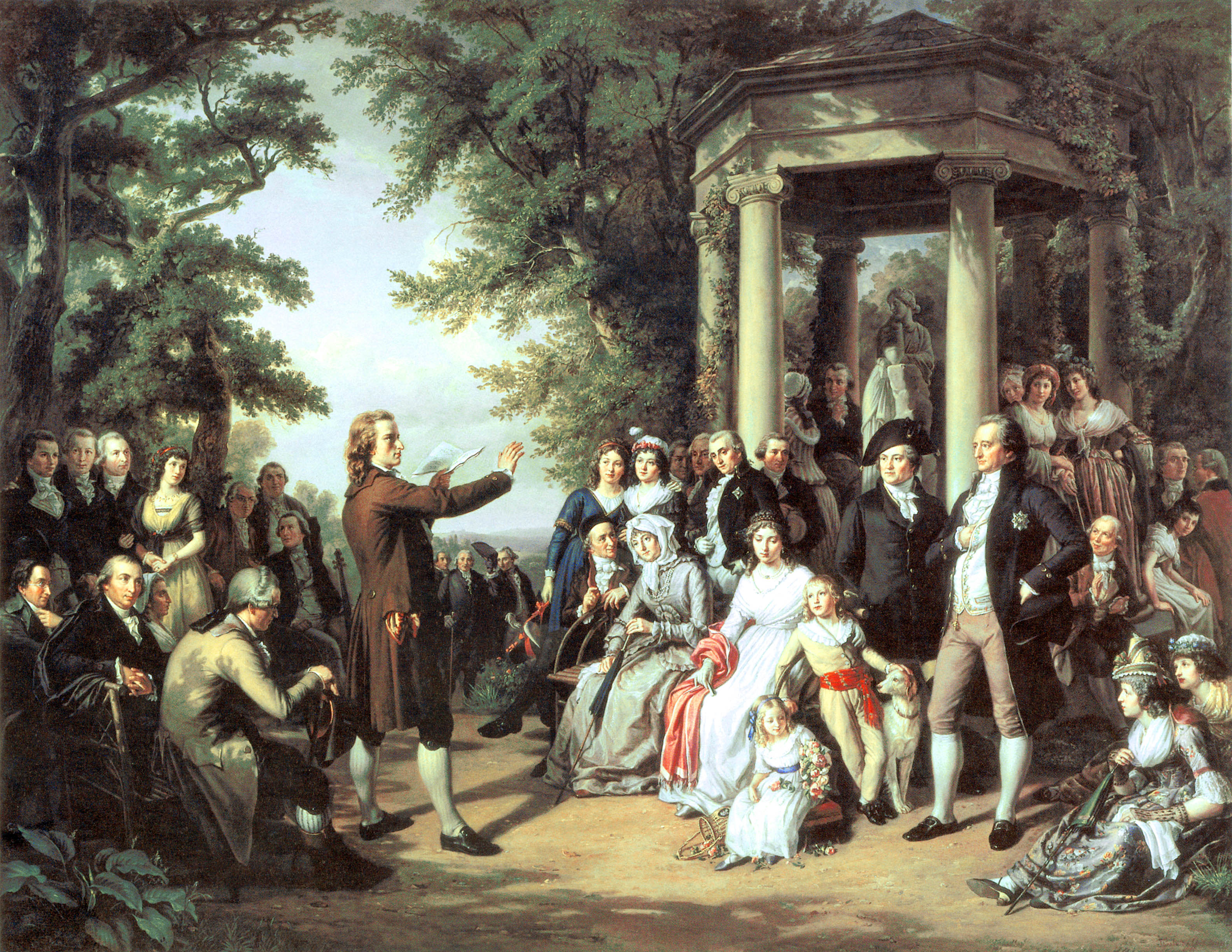
Il cortile delle muse di Weimar (1860) di Theobald Freiherr von Oer. Schiller legge nei giardini di Tiefurt Mansion, Weimar. Tra il pubblico ci sono Herder (seconda persona seduta all'estrema sinistra), Wieland (al centro, seduto con berretto) e Goethe (davanti al pilastro, a destra).

Il Classicismo di Weimar (in tedesco Weimarer Klassik) è stato un movimento letterario e culturale tedesco, i cui praticanti stabilirono un nuovo umanesimo dalla sintesi di idee del Romanticismo, del Classicismo e dell'Illuminismo. Esso prese il nome dalla città di Weimar, in Germania, presumibilmente perché lì vivevano i principali autori del Classicismo di Weimar.
Il movimento Weimarer Klassik durò trentatré anni, dal 1772 al 1805, e coinvolse intellettuali come Johann Wolfgang von Goethe, Johann Gottfried Herder, Friedrich Schiller e Christoph Martin Wieland e poi si concentrò su Goethe e Schiller nel periodo 1788–1805.

## Sviluppo

### Sfondo
L'illuminismo tedesco, chiamato "neoclassico", sbocciò nella sintesi di Empirismo e Razionalismo come sviluppato da Christian Thomasius (1655–1728) e Christian Wolff (1679–1754). Questa filosofia, ampiamente diffusa in molte riviste e giornali, diresse profondamente la successiva espansione della cultura tedesca ed europea.
L'incapacità di questa visione del buon senso di collegare in modo convincente "sentimento" e "pensiero", "corpo" e "mente", portò alla filosofia "critica" epocale di Immanuel Kant. Un altro approccio, anche se non così astratto, a questo problema era una preoccupazione dominante per i problemi dell'estetica. Nella sua Estetica del 1750 (vol. II; 1758) Alexander Baumgarten (1714–62) definì "estetica", da lui coniata in precedenza nel 1735, la sua visione di "scienza" delle "facoltà inferiori" (cioè, sentimento, sensazione, immaginazione, memoria, e altro), che figure precedenti dell'Illuminismo avevano trascurato. Il termine, tuttavia, lasciò il posto a malintesi a causa dell'uso del latino da parte di Baumgarten in accordo con le interpretazioni tedesche, e di conseguenza questo portò spesso molti a sottovalutare falsamente la sua realizzazione. Non era un'indagine sul gusto, su richiami positivi o negativi, né sulle sensazioni in quanto tali, ma piuttosto un modo di conoscenza. L'enfasi di Baumgarten sulla necessità di tale conoscenza "sensuale" fu un importante sostegno al "preromanticismo" noto come Sturm und Drang (1765), di cui Goethe e Schiller furono per un certo tempo partecipanti notevoli.

### Contesto storico e culturale
In seguito alla competizione e alla separazione di Goethe con Wieland e Herder, si dice spesso che il movimento Weimarer Klassik sia avvenuto solo tra il primo soggiorno di Goethe a Roma (1786) e la morte di Schiller (1805), suo caro amico e collaboratore, sottovalutando soprattutto l'influenza di Wieland sulla vita intellettuale e poetica tedesca. Pertanto, il Classicismo di Weimar potrebbe essere iniziato anche con l'arrivo di Wieland (1772) ed esteso oltre la morte di Schiller fino alla morte di Wieland (1813) o addirittura dello stesso Goethe (1832).
In Italia, Goethe mirava a riscoprire se stesso come scrittore e a diventare artista, attraverso una formazione a Roma, la 'scuola d'arte' d'Europa. Sebbene avesse fallito come artista, l'Italia sembrava averlo reso uno scrittore migliore.
L'evoluzione di Schiller come scrittore stava seguendo un percorso simile a quello di Goethe. Aveva iniziato come scrittore di commedie selvagge, violente e guidate dalle emozioni. Alla fine degli anni '80 del Settecento si rivolse a uno stile più classico. Nel 1794 Schiller e Goethe divennero amici e alleati in un progetto per stabilire nuovi standard per la letteratura e le arti in Germania.
Al contrario, il movimento letterario contemporaneo e sfolgorante del romanticismo tedesco era in opposizione a Weimar e al classicismo tedesco, in particolare a Schiller. È in questo modo che entrambi possono essere meglio compresi, anche nella misura in cui Goethe lo criticò continuamente e severamente attraverso gran parte dei suoi saggi, come "Sul dilettantismo", sull'arte e la letteratura. Dopo la morte di Schiller, la continuità di queste obiezioni chiarisce in parte la natura delle idee di Goethe nell'arte e come si mescolassero anche con il suo pensiero scientifico, in quanto conferisce coerenza all'opera di Goethe. Il Classicismo di Weimar può essere visto come un tentativo di conciliare, in "sintesi binaria", il sentimento vivido enfatizzato dal movimento Sturm und Drang con il pensiero chiaro enfatizzato dall'Illuminismo, implicando così che il Classicismo di Weimar è intrinsecamente non platonico.
Il movimento di Weimar era noto per la sua inclusione di scrittrici. Die Horen pubblicò opere di diverse donne, tra cui un romanzo, Agnes von Lilien, della cognata di Schiller, Caroline von Wolzogen. Altre donne pubblicate da Schiller furono Sophie Mereau, Friederike Brun, Amalie von Imhoff, Elisa von der Recke e Louise Brachmann.
Tra il 1786 e la morte di Schiller, nel 1805, lui e Goethe lavorarono per reclutare alla loro causa una rete di scrittori, filosofi, studiosi, artisti e persino rappresentanti delle scienze naturali come Alexander von Humboldt. Questa alleanza divenne in seguito nota come "Classicismo di Weimar" e divenne parte delle fondamenta della comprensione di se stessa da parte della Germania del XIX secolo come cultura e unificazione politica della Germania.

## Principi estetici e filosofici
Questi sono gli elementi essenziali utilizzati da Goethe e Schiller:
1. Gehalt: l'inesprimibile "pensiero sentito", o "importazione", che è vivo nell'artista e nel percipiente che trova i mezzi per esprimere all'interno della forma estetica, quindi Gehalt è implicito con la forma. Il Gehalt di un'opera non è riducibile al suo Inhalt.
2. Gestalt: la forma estetica, in cui si stratifica l'importanza dell'opera, che emerge dalla regolazione delle forme (retoriche, grammaticali, intellettuali, ecc.) astratte dal mondo o create dall'artista, con prevalenti relazioni di senso all'interno del mezzo impiegato.
3. Stoff: Schiller e Goethe lo riservano (quasi esclusivamente) per le forme prese dal mondo o che si creano. In un'opera d'arte, Stoff (indicato come "Inhalt", o "contenuto", se osservato in questo contesto) deve essere "indifferente" ("gleichgültig"), cioè non deve suscitare indebito interesse, distogliendo l'attenzione dalla forma estetica. Stoff (cioè anche il mezzo attraverso il quale l'artista crea) deve infatti trovarsi in uno stato di unicità così completa con la Gestalt dell'arte-simbolo da non poter essere astratta se non a costo di distruggere i rapporti estetici stabiliti dalla artista.

## Autori principali

### Goethe e Schiller
Sebbene le opere clamorosamente illimitate, persino "organiche", che sono state prodotte, come Wilhelm Meister, Faust e West-östlicher Divan, dove abbondano ironie giocose e turbolente, possono percepibilmente conferire al Classicismo di Weimar il doppio titolo ironico di "Romanticismo di Weimar", si deve tuttavia comprendere che Goethe pretese costantemente che questa distanza attraverso l'ironia fosse imbevuta all'interno di un'opera con precipitosi affetti estetici.
Schiller fu molto prolifico durante questo periodo, scrivendo le sue commedie Wallenstein (1799), Mary Stuart (1800), La sposa di Messina (1803), La pulzella d'Orléans e Guglielmo Tell (1804).

## Principali opere dell'epoca

### Christoph Martin Wieland
- Alceste, (rappresentazione teatrale, 1773, prima esecuzione: Weimar, 25 maggio 1773)
- Die Geschichte der Abderiten, (romanzo sull'antica Abdera, Lipsia 1774-1780)
- Hann und Gulpenheh, (romanzo in rima, Weimar 1778)
- Schach Lolo, (romanzo in rima, Weimar 1778)
- Oberon, (romanzo in rima, Weimar 1780)
- Dschinnistan, (tom. I-III, Winterthur 1786-1789)
- Geheime Geschichte des Philosophen Peregrinus Proteus, (romanzo, Weimar 1788/89; Lipsia 1791)
- Agathodämon, (romanzo, Lipsia 1796-1797)
- Aristipp und einige seiner Zeitgenossen, (romanzo su Aristippo, tom. I-IV, Lipsia: Göschen 1800-1802)

### Johann Gottfried Herder
- Volkslieder nebst untermischten anderen Stücken (1778–1779, ²1807: Stimmen der Völker in Liedern)
- Ideen zur Philosophie der Geschichte der Menschheit (saggi, tom. I-IV, 1784–1791)
- Briefe zur Beförderung der Humanität, (raccolta di saggi, 1791–1797)
- Tersicore, (Lubecca 1795)
- Christliche Schriften, (5 raccolte, Riga 1796–1799)
- Metakritik zur Kritik der reinen Vernunft , (saggio, Parte I+II, Lipsia 1799)
- Kalligone, (Lipsia 1800)

### Johann Wolfgang (von) Goethe
- Egmont ("Trauerspiel", iniziato nel 1775, pubblicato nel 1788)
- Wilhelm Meisters theatralische Sendung (romanzo del 1776, pubblicato nel 1911)
- Stella. Ein Schauspiel für Liebende (rappresentazione teatrale, 1776)
- Iphigenie auf Tauris (" Ifigenia in Tauride ", rappresentazione teatrale, pubblicata nel 1787)
- Torquato Tasso (spettacolo teatrale, 1780–, pubblicato nel 1790)
- Römische Elegien (scritto 1788–90)
- Epigramma Venezianische (1790)
- Faust. Ein Frammento (1790)
- La teoria dei colori 1791/92)
- Der Bürgergeneral (spettacolo teatrale, 1793)
- Reineke Fuchs ("Reineke Fox", poema epico esametrico, 1794)
- Unterhaltungen deutscher Ausgewanderten ("Conversazioni di rifugiati tedeschi", 1795)
- Das Märchen, (" Il serpente verde e il bellissimo giglio ", fiaba, 1795)
- Wilhelm Meisters Lehrjahre ("L'apprendistato di Wilhelm Meister", romanzo, 1795/96)
- Faust. Eine Tragödie ("Faust" I, 1797–, prima stampa 1808)
- Novelle (1797–)
- Hermann und Dorothea ("Hermann e Dorothea", poema epico esametrico, 1798)
- Die natürliche Tochter (rappresentazione teatrale, 1804)
- Die Wahlverwandtschaften ("Le affinità elettive", romanzo, 1809)

### Friedrich (von) Schiller
- Don Carlos, (spettacolo teatrale, 1787)
- Über den Grund des Vergnügens an tragischen Gegenständen, (saggio, 1792)
- Augustenburger Briefe, (saggi, 1793)
- Über Anmut und Würde, (saggio, 1793)
- Kallias-Briefe, (saggi, 1793)
- Über die ästhetische Erziehung des Menschen, ("Sull'educazione estetica dell'uomo", saggi, 1795)
- Über naive und sentimentalische Dichtung, (saggio, 1795)
- Der Taucher, (poesia, 1797)
- Die Kraniche des Ibykus, (poesia, 1797)
- Ritter Toggenburg, (poesia, 1797)
- Der Ring des Polykrates, (poesia, 7987)
- Der Geisterseher, (" Il veggente dei fantasmi ", (1789)
- Die Bürgschaft, (poesia, 1798)
- Wallenstein (trilogia di rappresentazioni teatrali, 1799)
- Das Lied von der Glocke (poesia, 1799)
- Maria Stuart, rappresentazione teatrale, 1800
- Die Jungfrau von Orleans (rappresentazione teatrale, 1801)
- Die Braut von Messina ("La sposa di Messina", rappresentazione teatrale, 1803)
- Das Siegesfest (poesia, 1803)
- Guglielmo Tell "(Guglielmo Tell", rappresentazione teatrale, 1803/04)
- Die Huldigung der Künste (poesia, 1804)
- Demetrio (spettacolo teatrale, incompleto, 1805)

### Di Goethe e Schiller in collaborazione
- Die Horen (a cura di Schiller, periodico, 1795–96)
- Musenalmanach (direzione, molti contributi, 1796–97)
- Xenien (poesie, 1796)
- Almanach (direzione, molti contributi, 1798–1800)
- Propyläen (periodico, 1798–1801)

### Fonti primarie
- Schiller, J. C. Friedrich, On the Aesthetic Education of Man: In a Series of Letters, ed. and trans. by Wilkinson, Elizabeth M. and Leonard Ashley Willoughby, Clarendon Press, 1967.

### Fonti secondarie
- Amrine, F, Zucker, F. J., and Wheeler, H. (Eds.), Goethe and the Sciences: A Reappraisal, BSPS, D. Reidel, 1987, ISBN 90-277-2265-X
- Bishop, Paul & R. H. Stephenson, Friedrich Nietzsche and Weimar Classicism, Camden House, 2004, ISBN 1-57113-280-5.
- "Goethe's Late Verse", in The Literature of German Romanticism, ed. by Dennis F. Mahoney, Vol. 8 of The Camden House History of German Literature, Rochester, N. Y., 2004.
- Borchmeyer, Dieter, Weimarer Klassik: Portrait einer Epoche, Weinheim, 1994, ISBN 3-89547-112-7.
- Buschmeier, Matthias; Kauffmann, Kai: Einführung in die Literatur des Sturm und Drang und der Weimarer Klassik, Darmstadt, 2010.
- Cassirer, Ernst, Goethe und die geschichtliche Welt, Berlin, 1932.
- Daum, Andreas W., "Social Relations, Shared Practices, and Emotions: Alexander von Humboldt’s Excursion into Literary Classicism and the Challenges to Science around 1800", in Journal of Modern History 91 (March 2019), 1–37.
- Ellis, John, Schiller's Kalliasbriefe and the Study of his Aesthetic Theory, The Hague, 1970.
- Kerry, S., Schiller's Writings on Aesthetics, Manchester, 1961.
- Nisbet, H. B., Goethe and the Scientific Tradition, Leeds, 1972, ISBN 0-85457-050-0.
- Martin, Nicholas, Nietzsche and Schiller: Untimely Aesthetics, Clarendon Press, 1996, ISBN 0-19-815913-7.
- Jan Philipp Reemtsma, "Der Liebe Maskentanz": Aufsätze zum Werk Christoph Martin Wielands, 1999, ISBN 3-251-00453-0.
- Stephenson, R. H., "The Cultural Theory of Weimar Classicism in the light of Coleridge's Doctrine of Aesthetic Knowledge", in Goethe 2000, ed. by Paul Bishop and R. H. Stephenson, Leeds, 2000.
- "Die ästhetische Gegenwärtigkeit des Vergangenen: Goethes 'Maximen und Reflexionen' über Geschichte und Gesellschaft, Erkenntnis und Erziehung", Goethe-Jahrbuch, 114, 1997, 101–12; 382–84.
- 'Goethe's Prose Style: Making Sense of Sense', Publications of the English Goethe Society, 66, 1996, 31-41.
- Goethe's Conception of Knowledge and Science, Edinburgh, 1995, ISBN 0-7486-0538-X.
- Wilkinson, Elizabeth M. and L. A. Willoughby, "'The Whole Man' in Schiller's theory of Culture and Society", in Essays in German Language, Culture and Society, ed. Prawer et al., London, 1969, 177-210.
- Goethe, Poet and Thinker, London, 1972.
- Willoughby, L. A., The Classical Age of German Literature 1748–1805, New York, 1966.